# 克萊頓鎮區 (阿肯色州迪沙縣)
克萊頓鎮區（英語：Clayton Township）是位於美國阿肯色州迪沙縣的一個行政鎮區。

## 地方資料
克萊頓鎮區的面積為144.78平方千米，當中陸地面積為142.77平方千米，而水域面積為2.01平方千米。根據2010年美國人口普查的數據，當地共有人口575人，而人口密度為每平方千米3.97人。